# Club Independiente Santa Fe

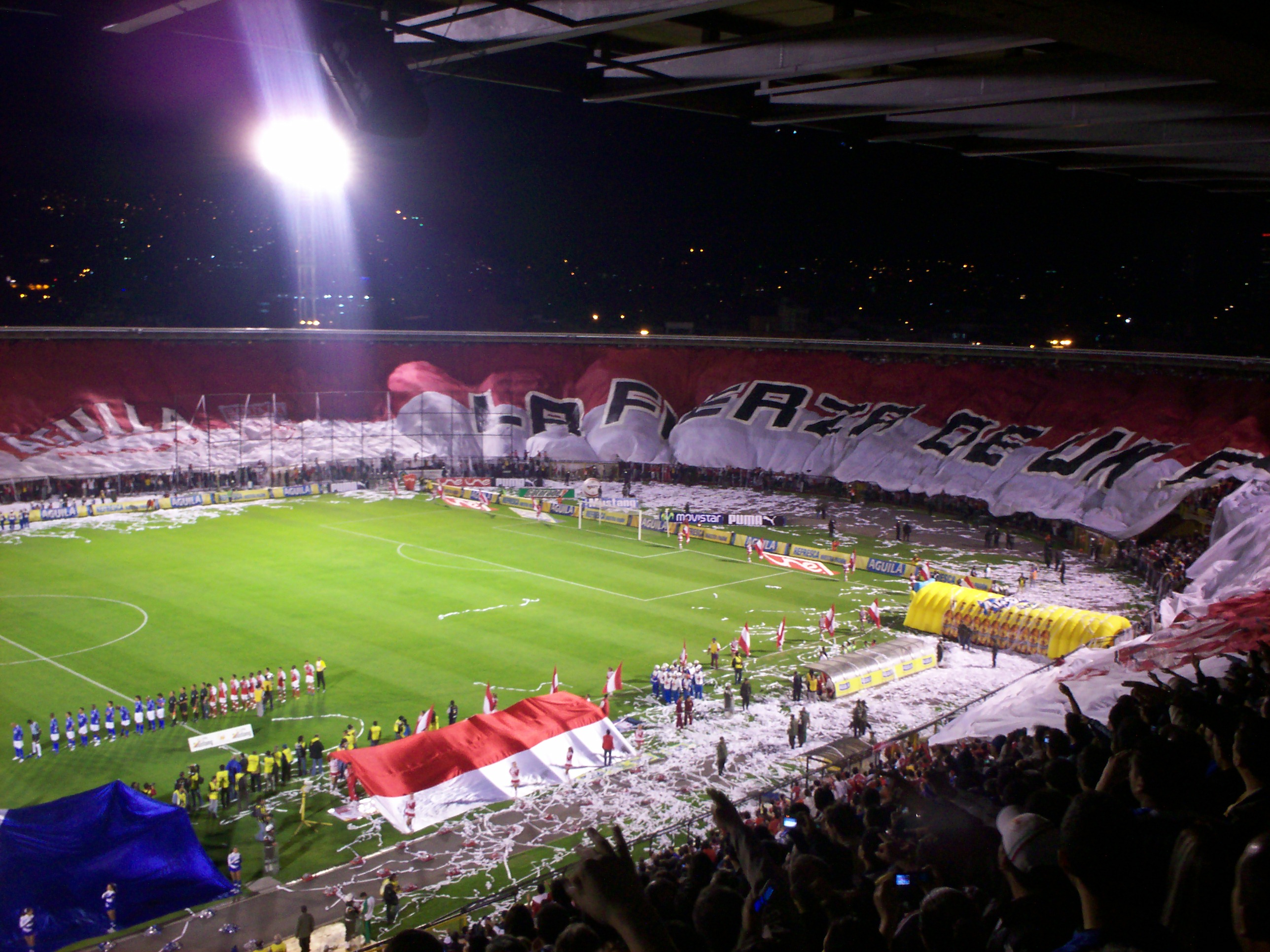
Seguidors amb la bandera més gran del món.

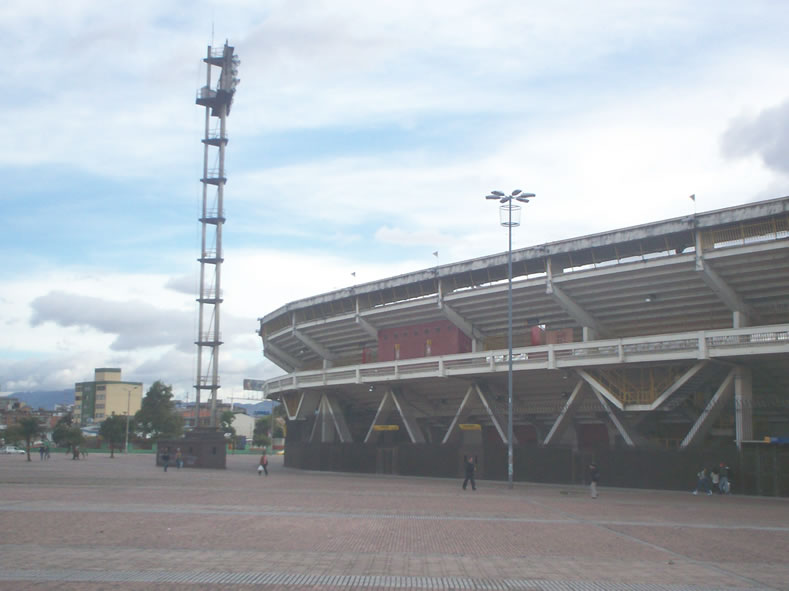
Exterior de l'Estadi El Campín

El Club Independiente Santa Fe és un club de futbol colombià de la ciutat de Bogotà.

## Història
El club va ser fundat el 28 de febrer de 1941 amb el nom de Club Independiente Santa Fe. El 23 de març del mateix any inicià les seves activitats. Nasqué al Gimnasio Moderno. Fou el primer campió professional colombià, l'any 1948. Posteriorment guanyà els campionats de 1958, 1960, 1966, 1971, 1975, 2012-I.

## Palmarès
- Fútbol Profesional Colombiano (9): 1948, 1958, 1960, 1966, 1971, 1975 i 2012-I, 2014-II, 2016-II
- Copa Colòmbia (2):  1989, 2009.
- Superliga (3) 2013, 2015, 2017
- Copa Sud-americana (1): 2015
- Copa Simón Bolívar (1): 1970
- Subcampió de la Copa Conmebol el 1996
- Subcampió de la Copa Merconorte el 1999